# Jim Clyburn
James Enos "Jim" Clyburn (Sumter, Carolina del Sur, 21 de julio de 1940) es un político y profesor estadounidense que desde 1993 se desempeña como representante de los Estados Unidos por el 6.° distrito congresional de Carolina del Sur. Entre 2007 y 2011 se desempeñó como líder adjunto de la mayoría, cargo que empezaría a ocupar nuevamente en 2019. Fue presidente de la Conferencia Demócrata de la Cámara entre 2006 y 2007 y vicepresidente de la misma entre 2003 y 2006. Cuando los demócratas perdieron la mayoría de la cámara baja en 2011, sirvió como líder asistente del Caucus Demócrata.

## Primeros años y educación
Nació en Sumter, Carolina del sur en julio de 1940. Es hijo de Enos Lloyd Clyburn, un ministro fundamentalista y su esposa Almeta.
En 1957, se graduó de la Academia de Boylan-Haven-Mathern y en 1961 obtuvo su bachiller universitario en ciencias de la Universidad del estado de Carolina del Sur. Se unió a la fraternidad Omega Psi Phi y se graduó con una licenciatura en historia.
Luego de graduarse de la universidad, enseñó en la escuela secundaria Charles A. Brown.

## Carrera política temprana
Empezó a incursionar en la política durante la huelga en el hospital de Charleston en 1969.
Intentó ganar un escaño en la Asamblea General de Carolina del Sur, pero no logró conseguir la candidatura. Más tarde, empezaría a formar parte del personal del Gobernador John C. West en 1971, cuando este lo llamó y le ofreció que sea su asesor.
En 1968, West nombró a Clyburn comisionado de Asuntos humanos de Carolina del Sur, luego de que la policía local asesinara a tres estudiantes que se estaban manifestando, dando lugar a la masacre de Orangeburg. Permaneció en el puesto hasta 1992, cuando buscó postularse para la Cámara de Representantes. 

## Cámara de Representantes de los Estados Unidos

### Elecciones
En 1992, buscó la nominación demócrata para las elecciones a la Cámara de Representantes por el 6.° distrito congresional de Carolina del Sur. Ganó las primarias con 41 415 votos, y las generales con 120 647.
Desde entonces, no ha tenido problemas para ganar una reelección, venciendo a sus principales contrincantes con un amplio margen de votos. 
En 2019, expresó su intención de buscar la reelección  y en las elecciones de 2020, volvió a ganar con 197 477 votos ante los 89 258 del republicano John McCollum.

### Liderazgo del partido

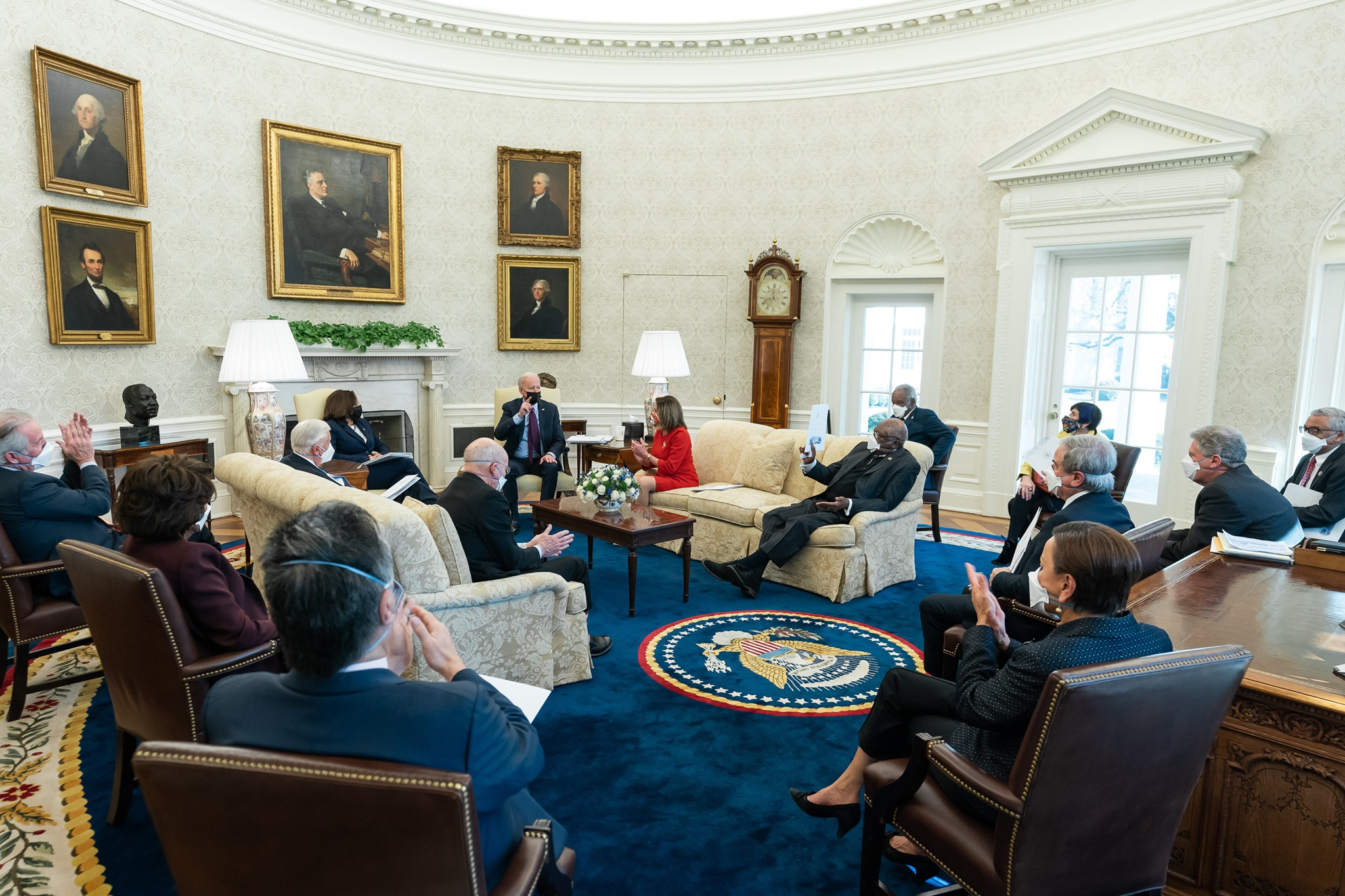
Clyburn y los demócratas de la Cámara en una reunión con Joe Biden en el Despacho Oval. Febrero de 2021

En 2003, fue nombrado vicepresidente de la Conferencia Demócrata de la Cámara (actualmente llamada Caucus), cargo que ocuparía hasta 2006, después de que Bob Menendez -presidente de la conferencia- fuera nominado para el Senado por el gobernador de Nueva Jersey Jon Corzine para llenar la vacante generada por este último al asumir el poder ejecutivo del estado. Tras el ascenso de Menendez, Clyburn asumió la presidencia del caucus.
En 2007, cuando los demócratas ganaron la mayoría de la cámara, fue nombrado líder adjunto de la mayoría por una votación unánime, sirviendo hasta 2011, cuando los republicanos recuperaron la misma. Clyburn expresó que desafiaría a Steny Hoyer, para competir por el liderazgo adjunto de la minoría. El Caucus Negro del Congreso lo apoyó para mantener a un afroamericano en el liderazgo, pero Hoyer contaba con el respaldo de 35 personas, incluidos tres presidentes de comités permanentes. Para satisfacer los ideales del Caucus Negro, Nancy Pelosi creó un nuevo puesto llamado Líder asistente, el tercer rango más alto dentro del caucus.
Una vez recuperada nuevamente la mayoría por parte de los demócratas en 2018, haciéndose efectiva en 2019, Clyburn volvió a ejercer el liderazgo adjunto.

### Asignaciones de comité
Al liderar el partido, Clyburn no cuenta con asignaciones de comité, aunque en abril de 2020, Pelosi comentó que Jim presidiría el Subcomité Selecto de la Cámara sobre la Crisis del Coronavirus.
Entre 2011 y 2012 formó parte del Comité Selecto Conjunto del Congreso sobre la Reducción del Déficit.

### Membresías de caucus
- Caucus Negro del Congreso[11]
- Caucus Demócrata de la Cámara
- Caucus del Congreso sobre Conservación Internacional
- Caucus de Arte del Congreso
- Caucus de Cemento del Congreso

## Vida personal
En 1961 se casó con Emily Englad, una bibliotecaria que murió en 2019. Juntos tuvieron tres hijas.